# Jeroným I. Šlik
Jeroným I. Šlik (německy Hieronymus I. Schlick nebo Schlik, † 1491) byl český šlechtic ze ostrovské linie rodu Šliků.

## Život
Narodil se jako syn Matyáše Šlika a synovec slavného Kašpara Šlika, zakladatele loketské linie rodu.
Jeroným Šlik byl hejtmanem německých lén Českého království. Zemřel roku 1491, v bojích proti Turkům mezi Budínem a Ostřihomí za krále Vladislava.
Byl ženatý s paní ze Zelkingu, s níž měl tři syny. První z nich, Šebestián, zemřel roku 1528 jako bezdětný – padl v boji proti Janu Zápolskému v Uhrách. Dalšími syny byli Quirinus a Albert (Albrecht), jenž byl pokračovatelem rodové linie. Tato linie však v roce 1592 vyhasla v osobě jeho vnuka Albrechta. Podle Augusta Sedláčka Jeroným zemřel, když jej přepadli lupiči na cestě do Budína, kde chtěl před panovníkem obhájit nezákonné činy, kterých se dopustil v Loketském kraji.